# Cheiramiona hewitti
Cheiramiona hewitti là một loài nhện trong họ Miturgidae.
Loài này thuộc chi Cheiramiona. Cheiramiona hewitti được Roger de Lessert miêu tả năm 1921.